# Sbet
Sbet, anciennement mechta Ouled Allal, est un village de la commune algérienne de Chekfa dans la wilaya de Jijel en Algérie.

## Géographie
Le village de Sbet est situé au pied des montagnes du Babor et à proximité d'une rivière qui se nomme oued El Nil, une région connue pour sa production d'huile d'olive plantée par les Romains dans le passé[réf. souhaitée]. Sbet se situe à 7 kilomètres au sud du chef-lieu de la commune de Chekfa et à 7 kilomètres de la ville de Taher.